# Elsi Katainen

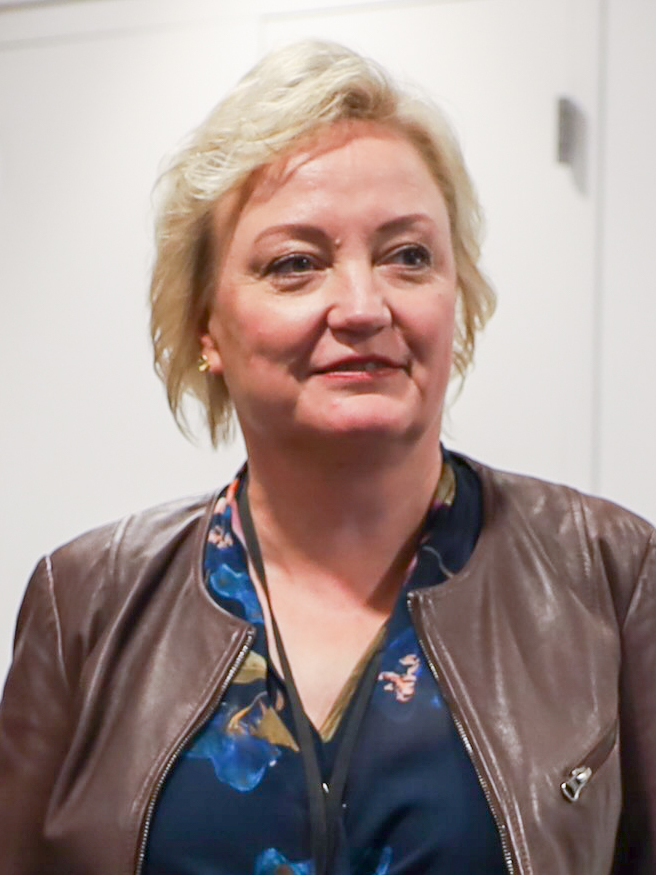
Elsi Katainen, 2022

Elsi Katainen (* 17. Dezember 1966 in Haapajärvi) ist eine finnische Lehrerin, Landwirtin und Politikerin (Suomen Keskusta). Katainen war von 2007 bis 2018 Mitglied des finnischen Parlaments, seit 2018 ist sie Mitglied des Europäischen Parlaments als Teil der Fraktion ALDE bzw. Renew Europe.

## Leben

### Jugend und Ausbildung
Elsi Katainen wurde am 17. Dezember 1966 in Haapajärvi in der Landschaft Nordösterbotten geboren. Sie besuchte die Landwirtschaftsschule in Peltosalmi und studierte später, bis 1997, an der Universität Jyväskylä Lehramt, und bis 2000 an der Fachhochschule Savonia Naturwissenschaften. Anschließend war sie als Landwirtin und Berufsschullehrerin tätig.

### Finnische Politik
Katainen engagiert sich seit langem in der bäuerlich-liberalen Finnischen Zentrumspartei (Suomen Keskusta). Ab 2001 war sie Mitglied des Gemeinderats von Pielavesi, ab 2004 der Regierung Landschaft Nordsavo. Bei den Parlamentswahlen 2007 wurde sie erstmals in das finnische Parlament gewählt, sie verteidigte ihr Mandat bei den Wahlen 2011 und 2015.

### Einzug ins Europarlament
Katainen hatte bereits bei den Europawahlen 2014 für die Zentrumspartei kandidiert, gewann jedoch kein Mandat. 2018 gab ihr Parteikollege Hannu Takkula sein Mandat als Mitglied des Europäischen Parlaments auf, um zum Europäischen Rechnungshof zu wechselte. Katainen rückte für Takkula am 1. März 2018 nach und trat genauso wie er der liberalen ALDE-Fraktion bei. Für das verbleibende Jahr der Wahlperiode war Katainen Mitglied im Ausschuss für internationalen Handel, sowie stellvertretendes Mitglied im Ausschuss für regionale Entwicklung und im Ausschuss für Landwirtschaft und ländliche Entwicklung.
Bei den Europawahlen 2019 kandidierte Katainen erneut für das Europaparlament und konnte ihr Mandat verteidigen. Bei den Wahlen verlor ihre Partei zwar deutlich an Wählerstimmen, konnte jedoch mit 13,5 Prozent zwei der 13 finnischen Mandate gewinnen, eines davon für Katainen. In der neunten Wahlperiode trat sie wieder der liberalen Parlamentsfraktion bei, die sich in „Renew Europe“ umbenannte. Für die Fraktion ist sie Mitglied im Ausschuss für Landwirtschaft und ländliche Entwicklung, zu dessen stellvertretenden Vorsitzenden sie gewählt wurde. Des Weiteren ist sie Mitglied im Ausschuss für internationalen Handel.

### Privat
Katainen hat zwei Kinder und wohnt, wenn sie nicht in Brüssel ist, auf ihrem Hof in der Gemeinde Pielavesi.